# Октябърски (Пермски край)
Октябърски (на руски: Октябрьский) е селище от градски тип в Русия, административен център на Октябърски район, Пермски край. Населението му към 1 януари 2018 година е 9888 души.